# جمعیت ستاره‌ای

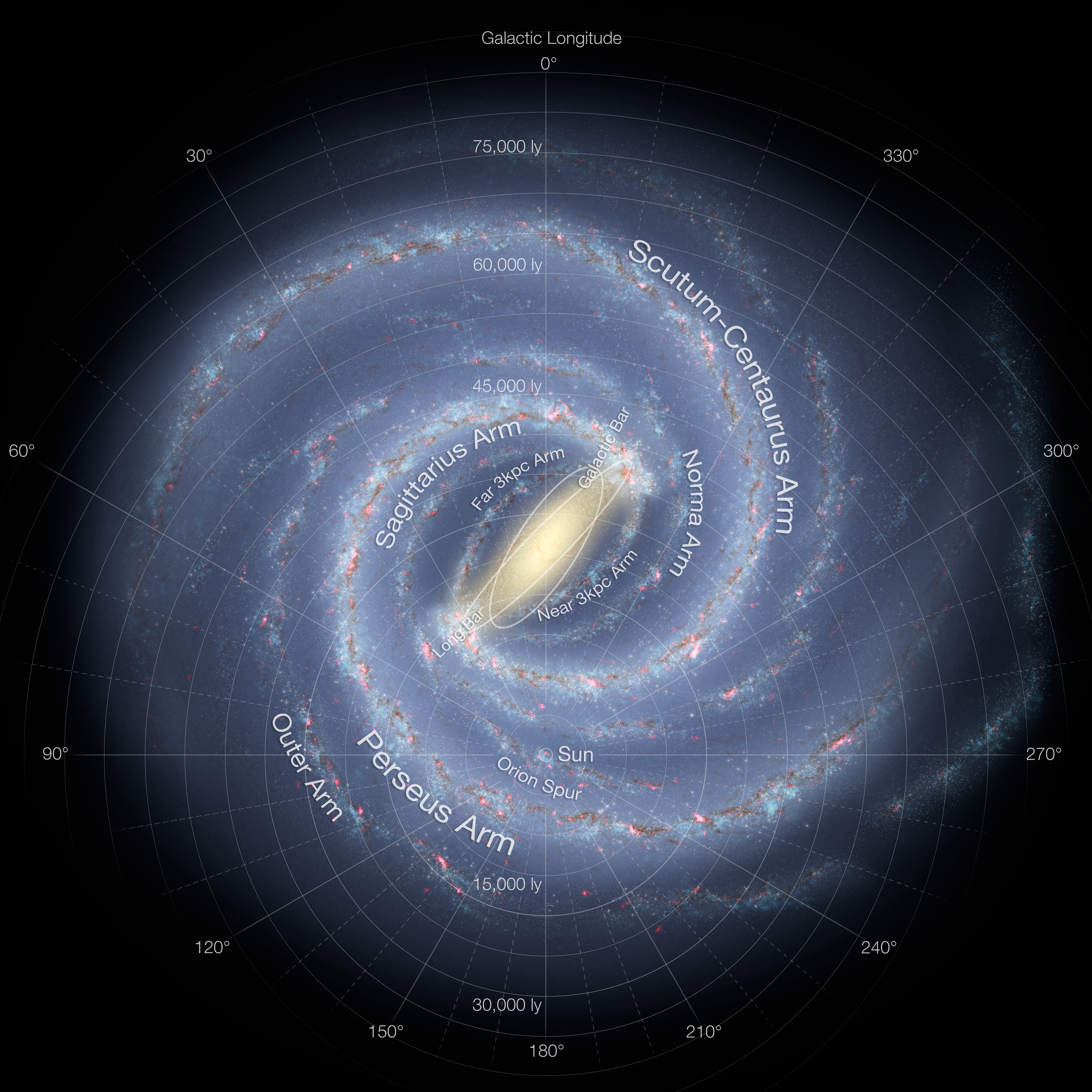
انگاشت هنری از ساختار مارپیچی کهکشان راه شیری که دسته‌بندی‌های عمومی جمعیت والتر باده را نشان می‌دهد. نواحی آبی‌رنگ در بازوهای مارپیچی از ستارگان جوان‌تر جمعیت I تشکیل شده‌اند، در حالی که ستاره‌های زرد در برآمدگی مرکزی، ستارگان مسن‌تر جمعیت II هستند. در حقیقت، بسیاری از ستارگان جمعیت I نیز در ترکیب با ستارگان مسن‌تر جمعیت II یافت می‌شوند

جمعیت ستاره‌ای (انگلیسی: Stellar population) اشاره به نوعی از دسته‌بندی گروه‌هایی از ستارگان کهکشان راه شیری است. جزئیات این دسته‌بندی در طول سال ۱۹۴۴ توسط اخترشناس آلمانی-آمریکایی والتر باده منتشر شده‌است. در مقدمهٔ مقالهٔ خود در این باره، او دانشمند دیگر آلمانی یان اورت را به عنوان آغازگر اصلی این طبقه‌بندی در سال ۱۹۲۶ می‌داند:
اورت در اوایل سال ۱۹۲۶ دو نوع جمعیت ستارگان را در میان ستارگان کهکشان ما شناسایی کرده بود.
والتر باده پی برد که ستاره‌های آبی‌تر با بازوهای مارپیچی ارتباط تنگاتنگی دارند، همچنین ستاره‌های زرد در نزدیکی برآمدگی مرکزی کهکشانی و درون خوشه‌های ستاره‌ای کروی حضوری بیشتر و غالب دارند. دو بخش اصلی برای این دسته‌بندی تعریف شد:
جمعیت I و 

جمعیت II، و

یک بخش جدیدتر دیگر هم به نام
جمعیت III
 در سال ۱۹۷۸ افزوده شد،
آنها اغلب به سادگی به عنوان پاپ (برگرفته از واژهٔ population) مخفف می‌شوند: پاپ I، پاپ II، و پاپ. III. یا همان (جمعیت I، جمعیت II، و جمعیت III).
در میان انواع جمعیت، تفاوت‌های قابل توجهی با طیف‌های ستاره‌ای مشاهده شدهٔ فردی آنها پیدا شد. بعدها نشان داده شد که این تفاوت‌ها بسیار مهم هستند و احتمالاً مربوط به روند تشکیل ستاره، سینماتیک مشاهده شده، سن ستاره، و حتی تکامل کهکشان در هر دو کهکشان مارپیچی یا بیضوی هستند. این سه طبقهٔ جمعیتی ساده به‌طور مفیدی ستارگان را بر اساس ترکیب شیمیایی یا فلزینگی‌شان تقسیم می‌کند.
برابر تعریف، هر گروه جمعیتی روندی را نشان می‌دهد که در آن کاهش محتوای فلز در آنها نشان دهندهٔ افزایش سن ستاره‌ها است. از این رو، نخستین ستارگان جهان (با محتوای فلزینگی بسیار کم) جمعیت III، ستارگان قدیمی (فلزینگی کم) به عنوان جمعیت II و ستارگان متاخر (فلزینگی زیاد) به عنوان جمعیت I در نظر گرفته شدند. خورشید به عنوان ستاره‌ای از جمعیت I در نظر گرفته می‌شود؛ ستاره‌ای متاخر با فلزینگی نسبتاً بالا حدود ۱٫۴٪. لازم است توجه شود که «سیستم نامگذاری اخترفیزیک» هر عنصر سنگین‌تر از هلیوم را «فلز» می‌داند، از جمله فلزات غیرفلزی شیمیایی مانند اکسیژن.